# Al Mazamma
Al Mazamma is een verlaten middeleeuws stadje in Marokko, gelegen aan de kust van Middellandse Zee. Het is in de 9e eeuw gesticht door de Banu Salih van het Emiraat Nekor. Het is gelegen nabij het strand van Souani in het plaatsje Ajdir vlakbij Al Hoceima. De stad werd verlaten en verwoest in de 17e eeuw tijdens het tijdperk van de Alaoui-dynastie.
Opgravingen die in 2010 zijn begonnen, hebben veel overblijfselen blootgelegd, waaronder een versterkt militair bastion in het midden van het hoogstgelegen deel. Ook de stadsmuur is aan de zuid- en noordwestkant over verscheidene meters blootgelegd, en enkele delen in het noordelijke deel aan de zeezijde.